# Karpaty Krosno (żużel)
Karpaty Krosno – polski klub żużlowy z Krosna. W latach 1957–1969 brał udział w rozgrywkach ligowych. W późniejszym czasie przestał funkcjonować.

## Historia
W Krośnie, w latach 1945-1946 reaktywowano trzy kluby sportowe – Legię, Krośniankę i Hutę. Działacze Legii marzyli o żużlu. Pierwsze zawody żużlowe w Krośnie rozegrano w 1950 roku na zaimprowizowanym torze, podczas budowy stadionu. Sekcję żużlową powołano jesienią 1956 roku, wiosną 1957 roku zainaugurowano rozgrywki w III lidze. W pierwszym sezonie klub zajął szóste, a w 1958 roku – czwarte miejsce. Już trzeci sezon startów w najniższej klasie rozgrywkowej zakończył się awansem Legii Krosno do II ligi. Dokonała tego drużyna w składzie: Wiesław Kręt, Edward Węklar, Roman Gąsior, Kazimierz Węklar, Andrzej Winch, Emil Jakubowski, Ferdynand Długosz i Zygmunt Zygmuntowski. Trenerem był Mieczysław Kosierb. Warto zauważyć, iż z krośnieńskiego toru w charakterze gospodarza korzystały ekipy AMK Nowa Huta (1956-1957) i Unii Tarnów (1957).
Od 1961 roku krośnieńscy żużlowcy występowali w barwach Karpat Krosno. Liderami zespołu w tych latach byli Emil Jakubowski, Jerzy Owoc, a także Roman Gąsior, który w 1962 roku zdobył piąte miejsce w turnieju o Srebrny Kask. W 1969 roku wskutek problemów finansowych zawieszono działalność klubu. Od 1990 roku w Krośnie rozgrywany jest memoriał im. Romana Gąsiora.

## Poszczególne sezony
| Sezon | Rozgrywki ligowe | Rozgrywki ligowe          | Rozgrywki ligowe | Rozgrywki ligowe | Uwagi                                                                          |
| Sezon | Liga             | Liga                      | Miejsce          | Miejsce          | Uwagi                                                                          |
| ----- | ---------------- | ------------------------- | ---------------- | ---------------- | ------------------------------------------------------------------------------ |
| 1957  | III              | III liga (gr. „południe”) | 4/5              | 4/5              |                                                                                |
| 1958  | III              | III liga                  | 6/10             | 6/10             |                                                                                |
| 1959  | III              | III liga                  | 2/8              | 2/8              | Awans w wyniku reorganizacji rozgrywek – podjęto decyzję o likwidacji III ligi |
| 1960  | II               | II liga                   | 5/11             | 5/11             |                                                                                |
| 1961  | II               | II liga                   | 4/11             | 4/11             |                                                                                |
| 1962  | II               | II liga                   | 9/12             | 9/12             |                                                                                |
| 1963  | II               | II liga                   | 3/12             | 3/12             |                                                                                |
| 1964  | II               | II liga                   | 2/11             | 3/12             |                                                                                |
| 1965  | II               | II liga                   | 5/9              | 7/9              |                                                                                |
| 1966  | II               | II liga                   | 9/9              | 7/9              |                                                                                |
| 1967  | II               | II liga                   | 9/10             | 9/10             |                                                                                |
| 1968  | II               | II liga                   | 8/9              | 9/10             |                                                                                |
| 1969  | II               | II liga                   | 9/9              | 9/9              |                                                                                |

| Poziom ligowy | Liczba sezonów | Sezony    |
| ------------- | -------------- | --------- |
| II            | 10             | 1960–1969 |
| III           | 3              | 1957–1959 |